# Moda (gruppo musicale)
I Moda sono stati un gruppo musicale new wave nato all'inizio degli anni '80 a Firenze, in contrapposizione alla tendenza darkwave della scena fiorentina dell'epoca.

## Storia
Si formano a Firenze nei primi anni ottanta da musicisti che erano per la maggior parte provenienti dalla città di Arezzo: Andrea Chimenti (voce), Nicola Bonechi (batteria), Marco Bonechi (basso), Fabrizio Barbacci (chitarra), ai quali si aggiunsero Fabio Galavotti da Riccione e Fabio Chiappini da Fabro, entrambi alle tastiere.
Nel 1984 partecipano assieme a Litfiba, Diaframma e Underground Life alla prima compilation di new wave indipendente italiana Catalogue Issue (con i brani Nubi d'oriente e La voce) edita dall'etichetta fiorentina I.R.A., disco che aprirà la strada alla Nuova musica italiana cantata in italiano.
Nel 1986 il primo album Bandiera, prodotto da Alberto Pirelli, è considerato tra i migliori dischi di rock indipendente degli anni ottanta. Al suo interno convivono brani come Ombre e Angeli, decisamente ancorati al lato pop della new wave, e brani orientati al suono anni '70 di David Bowie. L'ultimo brano del disco Camminando su una ragnatela è cantato insieme a Piero Pelù, all'epoca compagno di etichetta con i Litfiba.
Il legame con le sonorità del "duca bianco" si salda l'anno seguente con la pubblicazione di Canto Pagano, co-prodotto da Mick Ronson, già chitarrista di David Bowie.
Nel 1989 in occasione del lancio promozionale del terzo disco Senza Rumore partecipano al programma di Renzo Arbore International DOC club con il brano Polvere..
Purtroppo il disco non riesce ad avere il successo sperato, nonostante il lancio del nuovo rock italiano operato parallelamente dai Litfiba con Pirata, probabilmente per un avvicinamento verso il pop non gradito soprattutto dai fan della prima ora e non così riuscito nell'immediatezza.
Dopo alterne vicende il gruppo si sciolse nello stesso anno, alcuni dei componenti lasciarono l'ambito musicale, altri come Andrea Chimenti proseguirono nella loro attività, altri ancora come Fabrizio Barbacci si affermarono come produttori di successo (Negrita, Ligabue, Nannini, Renga).

## Discografia[5]
- 1986 - Bandiera (I.R.A.)
- 1987 - Canto Pagano (I.R.A.)
- 1989 - Senza Rumore (I.R.A.)